# Orquestra Filharmònica de Hèlsinki
L'Orquestra Filharmònica de Hèlsinki (en finès⁣: Helsingin kaupunginorkesteri; en suec⁣: Helsingfors stadsorkester; comunament abreujat com a HPO, de l'anglès Helsinki Philharmonic Orchestra) és una orquestra amb seu a Hèlsinki, Finlàndia. Fundada el 1882 per Robert Kajanus, l'Orquestra Filharmònica va ser la primera orquestra permanent dels països nòrdics. Avui, la seva principal sala de concerts és el Helsinki Music Center⁣; l'actual director en cap és Jukka-Pekka Saraste, que ocupa el seu càrrec des de l'inici de la temporada 2023-24.

## Història

### Història primerenca
El 1882, amb el suport de dos rics homes de negocis (Waldemar Klärich i Nikolai Sinebrychoff), el compositor i director d'orquestra finlandès Robert Kajanus va fundar l'Associació Orquestral de Hèlsinki (en finès: Helsingin Orkesteriyhdistys; en suec: Helsingfors Orkesterförening), la primera orquestra permanent dels països nòrdics. Kajanus, que no va cobrar sou el primer any, va dirigir l'Associació Orquestral en el seu concert inaugural, el 3 octubre de 1882; el programa incloïa, entre altres peces, la Simfonia núm. 5 en Beethoven, l'obertura de concert de Mendelssohn Les Hèbrides i l'obertura Jubel de Weber. L'orquestra estava formada per músics de l'Alemanya Imperial i la Rússia Imperial, i tot sentint la necessitat de garantir a l'Associació Orquestral un subministrament de músics formats nacionalment, Kajanus va fundar una escola de música annexa l'1 d'octubre de 1885; inicialment, l'escola de música va emprar com a instructors els mateixos músics estrangers que buscava, amb el temps, reemplaçar per finlandesos. L'estiu de 1894, l'Associació Orquestral —preocupada perquè el seu nom implicava amateurisme— es va anomenar Societat Filharmònica de Hèlsinki (en finès: Helsingin Filharmoninen Seura; en suec: Helsingfors Filharmoniska Sällskap); en la mateixa reunió, va modificar el seu reglament per permetre que les alumnes es matriculessin a l'escola de música de l'orquestra, tot i que la discriminació de facto continuava.
El 1912, el director finlandès Georg Schnéevoigt —que havia exercit com a violoncel·lista principal de la Societat Filharmònica entre 1895 i 1912 i va ensenyar violoncel a l'escola d'orquestra de 1896 a 1902— va fundar l'Orquestra Simfònica de Hèlsinki (en finès: Helsingin sinfoniaorkesteri; en suec: Helsingfors symfoniorkester). Es va produir una amarga "disputa" entre les dues organitzacions en competència: amb 150.000 residents, Hèlsinki no podia mantenir dues orquestres rivals, especialment amb els patrons de parla sueca donant suport a Schnéevoigt i els de parla finlandesa donant suport a Kajanus. La ciutat va reconèixer que la situació era insostenible, i encara que cada grup va proposar inicialment que l'altre es dissolgués, tots dos es van fusionar i es van municipalitzar el 1914 amb un nou nom, l'Orquestra Filharmònica de Hèlsinki (literalment, l'Orquestra de la Ciutat de Hèlsinki). En part, la resolució va ser deguda a l'arribada de la Primera Guerra Mundial el juliol de 1914: l'Orquestra Simfònica de Hèlsinki es va ensorrar després que els músics alemanys que n'eren la columna vertebral fossin expulsats del país; Kajanus i Schnéevoigt van ser inicialment co-directors de l'Orquestra Filharmònica, que aleshores estava formada per quaranta intèrprets que sobrevivien amb salaris de fam. Durant aquest temps, l'Orquestra Filharmònica va lluitar per sobreviure: no només Kajanus i Schnéevoigt es barallaven entre ells a través de la premsa, sinó que tampoc hi havia—tot i que l'escola orquestral havia estat oberta durant dècades—prou músics finlandesos per subministrar a l'orquestra; en resposta, Kajanus va buscar reclutar músics de països neutrals com Dinamarca i els Països Baixos. El 1916, Schnéevoigt va deixar l'Orquestra Filharmònica per assumir la direcció en cap de l'Orquestra de la Societat de Concerts d'Estocolm (en suec: Stockholms Konsertförenings Orkester).
Fins a 1962, també va servir com a orquestra de l'⁣Òpera Nacional de Finlàndia.

### Època moderna
Leif Segerstam va ser director en cap de l'orquestra des del 1995 fins al 2007, i ara n'és el director emèrit en cap. John Storgårds es va convertir en director convidat principal de l'orquestra l'any 2003, i va assumir la direcció en cap de l'orquestra a la tardor de 2008, amb un contracte inicial de 4 anys. Després d'una renovació inicial del seu contracte fins al 2014, l'octubre de 2013, l'orquestra va anunciar una nova extensió del contracte de Storgårds fins al desembre de 2015, moment en què es va retirar com a director en cap. El setembre de 2014, l'orquestra va anunciar el nomenament de Susanna Mälkki com a propera directora en cap, amb efecte a la temporada 2016-2017, amb un contracte inicial de 3 anys. És la primera directora dona nomenada per al càrrec en la història de l'orquestra. L'octubre de 2017, l'orquestra va anunciar l'extensió del contracte de Mälkki com a directora en cap fins al 2021. El juny de 2019, l'orquestra va anunciar una nova ampliació del seu contracte com a directora en cap fins al 2023, amb una opció per a una pròrroga de 2 anys més després del 2023. El desembre de 2021, l'orquestra va anunciar que Mälkki renunciaria com a directora en cap al final de la temporada 2022-2023 i, posteriorment, prendria el títol de directora emèrit en cap de l'orquestra. L'abril de 2022, l'orquestra va anunciar els nomenaments de Jukka-Pekka Saraste com el seu proper director en cap, Pekka Kuusisto com a següent director convidat principal i Anna Clyne com a compositora resident, tots efectius amb la temporada 2023-2024.
L'orquestra ha gravat comercialment per a segells com Ondine i Finlandia, així com un nombre més petit per als segells EMI, Warner i Deutsche Grammophon. El novembre de 2011, l'orquestra va ser el primer conjunt a interpretar esbossos de la Simfonia núm. 8 de Jean Sibelius.

## Directors en cap
- Robert Kajanus (1882 - 1932)
- Georg Schnéevoigt (1914 - 1916; 1932 - 1940)
- Armas Järnefelt (1942 - 1943)
- Martti Similä (1945 - 1951)
- Tauno Hannikainen ( - )
- Jorma Panula (1965 - 1972)
- Paavo Berglund ( - )
- Ulf Söderblom (1978 - 1979)
- Okko Kamu ( - )
- Sergiu Comissiona (1990 - 1993)
- Leif Segerstam ( - )
- John Storgårds ( - )
- Susanna Mälkki (2016 - 2023)
- Jukka-Pekka Saraste (designat, efectiu el 2023)